# Luigi Federico Menabrea
Luigi Federico Menabrea, greve, sedermera markis de Valdora, född 4 september 1809 i Chambéry, död där 24 maj 1896, var en italiensk militär, statsman och matematiker.
Menabrea tjänstgjorde som löjtnant i sardinska ingenjörskåren, tills han av regeringen kallades till professor i mekanik och konstruktionslära vid militärakademien, artilleriets tillämpningsskola och universitetet i Turin. Under sin professorstid utgav han bland annat Études sur la serie de Lagrange (1844–47). År 1848 befordrades han till kapten, invaldes i parlamentet och sändes på diplomatiskt uppdrag till Modena och Parma för att förmå dessa stater att ansluta sig till Sardinien. Han tjänstgjorde under de följande åren i krigs- och utrikesministerierna samt utnämndes vid krigsutbrottet 1859 till generalmajor och chef för ingenjörtrupperna. Han ledde belägringen av Peschiera del Garda samt deltog i slagen vid Palestro och Solferino.
Kung Viktor Emanuel II utnämnde honom 1860 till senator och greve samt anförtrodde åt honom ledningen av befästningsarbetena vid Bologna, Piacenza och Pavia. Som generallöjtnant ledde han de militära operationerna vid Ancona och Capua samt belägringen av Gaeta, blev efter nämnda fästnings fall 1861 president i den militära ingenjörskommittén och inträdde samma år i Bettino Ricasolis ministär som marinminister. Under sin ministertid (från juni 1861 till mars 1862) sysselsatte han sig främst med byggandet av arsenalerna i La Spezia. Han var 1866 Italiens fullmäktig vid undertecknandet av freden i Prag och trädde i oktober 1867 efter Urbano Rattazzi i spetsen för regeringen, i vilken han själv övertog utrikesportföljen samt avvecklade den konflikt med Frankrike, som Giuseppe Garibaldis misslyckade anfall mot Kyrkostaten framkallat. Före det vatikanska mötet protesterade Menabrea på förhand mot alla emot italienska institutioner riktade åtgärder från mötets sida, och han fråntog 1869 eleverna vid prästseminarierna den befrielse från värnplikt de dittills åtnjutit. Menabreas ministär avgick i december 1869 efter nederlag vid allmänna valen samma år. Han var italienskt sändebud i London 1876–82 och i Paris 1882–92 samt upphöjdes 1875 till markis. Han var även ledamot av svenska Krigsvetenskapsakademien (1862) och Vetenskapsakademien (1871) samt av Institut de France (1887).

## Utmärkelser
- Riddare av Hederslegionen,  6 januari 1851
- Officer av Savojens militärorden,  12 juni 1856
- Kommendör av Hederslegionen,  12 januari 1860
- Kommendör av Savojens militärorden,  16 januari 1860
- Storofficer av Savojens militärorden,  3 oktober 1860
- Riddare med storkors av Savojens militärorden,  1 april 1861
- Stora ordensbandet av Nichan Iftikhar,  27 maj 1867
- Storkors av Hederslegionen,  4 maj 1892
- Frälsarens orden
- Kommendör av Toskanska Sankt Josefsorden
- Storkors av Sankt Stefansorden
- Dannebrogorden

[Redigera Wikidata]